# .308 Norma Magnum
Die .308 Norma Magnum ist eine in Schweden entwickelte Jagdpatrone.
Die Patrone wurde von Nils Kvale bei Norma Precision entwickelt. Wie die größere .358 Norma Magnum beruht sie auf der .300 H&H Magnum. Als Grundlage wurden die Erfahrungen bei der Entwicklung der 8 mm Kvale genutzt. Dort wurde die Patronenhülse der .300 H&H Magnum verwendet und der Hals der Hülse so weit reduziert, dass das 7,92-mm-Geschoss passte. Der Hülsendurchmesser verjüngt sich bis zur Hülsenschulter nur geringfügig von 13,03 auf 12,45 mm.
Mit der Einführung der .308 Norma Mag schien es, dass die neue Patrone eine glänzende Zukunft haben werde, bald wurde sie jedoch in der Beliebtheit durch die .300 Winchester Magnum abgelöst. Der erste und einer der wenigen Hersteller, der Gewehre im Kaliber .308 Norma Magnum anbot, war Schultz & Larsen aus Dänemark mit dem M-65DL. Grund hierfür dürften die sehr hohen Kosten für die Munition gewesen sein.

## Bezeichnung
Im deutschen Nationalen Waffenregister (NWR) wird die Patrone unter Katalognummer 75 unter folgenden Bezeichnungen geführt (gebräuchliche Bezeichnungen in Fettdruck)
- .308 Norma Mag (Hauptbezeichnung)
- .308 NorMag
- 7,6 x 65,8 Norma Magnum

Weiterhin ist die nicht im NWR aufgeführte Bezeichnung 7,62 × 65 mm BR gebräuchlich.